# Paulo Vilhena
Paulo Eduardo Oliveira de Vilhena Moraes, mais conhecido como Paulinho Vilhena (Santos, 3 de janeiro de 1979), é um ator e apresentador brasileiro. Em 1998 estreia no seriado Sandy & Júnior, da Rede Globo, interpretando Gustavo, o galã da turma. Em 2000 concilia a atuação com o trabalho como repórter do Vídeo Show, ficando por dois anos. Em 2002, após ter deixado o seriado, estreia em sua primeira novela, Coração de Estudante, interpretando o calouro de agronomia Fábio. Em 2003 encara seu primeiro protagonista em Agora É que São Elas. No mesmo ano integra o elenco de Celebridade como o surfista Paulo César, que vive um triângulo amoroso enquanto é pressionado pela família a estudar para o vestibular de medicina. Em 2005 co-protagoniza A Lua Me Disse como o boêmio Adonias Goldoni, personagem bastante semelhante aos anteriores. No mesmo ano estreou como diretor ao comandar a peça teatral Quarto de Estudante.
Em 2007 ganha seu papel de maior maturidade, o especialista em vinhos Fred em Paraíso Tropical, com grande dramaticidade em cena. Em 2008 co-protagoniza a novela Três Irmãs como o surfista Eros. Já em 2009 entra na segunda fase da décima sexta temporada de Malhação como o fotógrafo mau-caráter Arthur. Paralelamente estreou como apresentador no game show de aventura Jogo Duro. Em 2010 entra no elenco da série A Vida Alheia, interpretando o fotógrafo paparazzo Lírio, especializado em flagras de famosos. Em 2011 interpreta o paleontólogo gago Cristiano em Morde & Assopra. Em 2014 interpreta seu papel de maior destaque, o pintor esquizofrênico Salvador em Império, que era explorado por um casal que vende suas obras e lhe maltrata.

## Carreira

### 1998–06: Estreia e primeiras novelas
Em 1998 estreia na televisão no seriado Sandy & Júnior, da Rede Globo, interpretando Gustavo, o galã da turma de amigos, namorando inicialmente Clara na primeira temporada e Sandy na segunda, apesar de ser disputado sempre por Patty. Na mesma época estreou no teatro protagonizando o musical Tutti-Frutti: O Musical, inspirado na década de 1960, contracenando com parte do elenco do seriado. Em 2000 foi convidado por Dênis Carvalho para interpretar Breno em Um Anjo Caiu do Céu, que estrearia em 2001, porém não foi liberado pela direção da série, sendo que o papel acabou passando para Henri Castelli. Em 1 de dezembro de 2000, paralelamente, estreou como repórter do Vídeo Show, conciliando a ponte aérea entre Campinas e São Paulo. Em junho de 2001, no meio da terceira temporada, enfim consegue a liberação para deixar o elenco de Sandy & Junior, visando separar o trabalho da vida pessoal – uma vez que havia seu relacionamento com Sandy na vida real. Em 25 de fevereiro de 2002 estreia em sua primeira novela, Coração de Estudante, interpretando o calouro de agronomia Fábio, que chega em uma república cheia de confusões e farra. Logo após protagoniza a peça Segredos do Pênis, versão masculina do clássico Os Monólogos da Vagina, onde aparece em cenas de nudez.
Em 2003 encara seu primeiro protagonista em Agora É que São Elas, interpretando o jovem Vitório, que vive um amor conturbado por uma moça totalmente oposta à sua personalidade. Após apenas 15 dias de férias já entrou para o elenco principal de Celebridade, onde interpretou Paulo César, que era obrigado pela mãe à estudar para o vestibular de medicina, enquanto queria mesmo era ser surfista. Em 2004 faz seu primeiro papel no cinema em Xuxa e o Tesouro da Cidade Perdida, além de dublar o protagonista de O Espanta Tubarões. Em 2005 co-protagoniza A Lua Me Disse como Adonias Goldoni, um rapaz boêmio que se apaixona pela garota que ele esnobou antes e tem que reconquistar sua confiança. Além disso, estreou como diretor ao comandar a peça teatral Quarto de Estudante, protagonizada por José Trassi. No final daquele ano estrela na peça Essa Nossa Juventude, versão do clássico da Broadway This Is Our Youth, que fica em cartaz até o ano seguinte contando a história de jovens em busca de fama e dinheiro. Em 2006 participa da série Minha Nada Mole Vida.

### 2007–presente: Amadurecimento
Em 2007 tem a chance de amadurecer em cena ao interpretar o especialista em vinhos Fred em Paraíso Tropical, um rapaz mais sério e com uma história densa. No mesmo ano estrela o filme O Magnata sobre uma estrela do rock cheia de conflitos internos e sem limites, inspirada na vida de Chorão, vocalista da banda Charlie Brown Jr.. Em participa do drama Chega de Saudade. No mesmo ano co-protagoniza a novela Três Irmãs como Eros, o maior surfista da  Praia Azul, que vive um romance com uma das três irmãs que dão título à obra. Na mesma época encarou seu personagem mais ousado no teatro no drama O Arquiteto e o Imperador da Assíria, onde os atores contracenavam apenas de cueca, usando o corpo como instrumento para contar a história. Em 2009 entrou na segunda fase da décima sexta temporada de Malhação como o fotógrafo Arthur, que chega para encantar a personagem principal, sem que ela saiba que ele na verdade é um mau-caráter, que fotografa as pessoas nuas em seus momentos íntimos e os vende como trabalho artístico. Paralelamente estreou como apresentador no game show de aventura Jogo Duro. Também esteve no elenco dos filmes Quanto Dura o Amor? e As Melhores Coisas do Mundo. Em 2010 protagoniza o musical teatral Hedwig e o Centímetro Enfurecido, versão do clássico da Broadway Hedwig and the Angry Inch, que fica em cartaz até o final de 2011. No mesmo ano entra para o elenco da série A Vida Alheia, interpretando Lírio, um fotógrafo paparazzo especializado em flagras de famosos que trabalha em na revista de celebridades mais vendida.
Em 2011 encarna o gago Cristiano em Morde & Assopra, um  paleontólogo atrapalhado que só pensa em trabalho. Em 28 de janeiro de 2014 estrela o seriado A Teia como Marco Aurélio, um inteligente e astuto criminoso que cria uma rede de mentiras para fugir da polícia federal. No mesmo ano ganha o papel de maior destaque de sua carreira ao interpretar o esquizofrênico Salvador em Império, um pintor talentoso, porém confuso em sua doença, que é explorado por um casal para arranca dinheiro dele com suas obras e não consegue pedir ajuda. Além disso integra o elenco do filme Entre Nós, sobre um grupo de amigos que se reencontra depois de dez anos para ler as cartas que deixaram para si mesmos quando jovens, levando o prêmio de melhor ator coadjuvante no Los Angeles Brazilian Film Festival. Em 2015 estrela a peça Tô Grávida junto com Fernanda Rodrigues, que fica em cartaz até fevereiro do próximo ano. Em 2016 estrela o filme  Um Namorado pra Minha Mulher. Em dezembro é lançado o filme Amor no Divã, no qual protagoniza ao lado de Fernanda Paes Leme. Em 2017 é confirmado no elenco de A Força do Querer, no qual interpretaria Rubinho. Porém, logo após, abre mão do personagem para interpretar o antagonista de Pega Pega, com estreia prevista para junho. Além disso finaliza os filmes Como Nossos Pais e Talvez Uma História de Amor, com estreias prevista para 2017.

## Vida pessoal
Em 1998 passou no vestibular de publicidade e marketing pela Pontifícia Universidade Católica de São Paulo (PUC-SP), porém acabou trancando após o primeiro semestre, uma vez que tinha passado nos testes para a série Sandy & Junior. Em abril de 2000 começou a namorar Sandy, levando para a vida real o casal que formavam no seriado. Os dois chegaram a terminar em agosto, voltando dias depois e seguindo o relacionamento até janeiro de 2001, quando completaram oito meses. Em abril de 2002 iniciou um relacionamento conturbado com Luana Piovani, que durou poucos meses. No mesmo ano teve um romance rápido com a modelo Maryeva Oliveira. Em maio de 2004 começa namorar Priscila Fantin, terminando em janeiro de 2005. Em junho de 2005 inicia um relacionamento com a estilista Roberta Alonso, que veio ao conhecimento público apenas em 2006. Os dois namoraram 3 anos e meio, terminando em outubro de 2008. Em junho de 2009 começa namorar a atriz Thaila Ayala. Em 2010 foi padrinho de Luísa, filha dos atores Fernanda Rodrigues e Raoni Carneiro, seus amigos desde Agora É que São Elas.
No início de 2011 Paulo e Thaila se casaram apenas no civil em segredo. O casamento religioso para a família e amigos aconteceu em 21 de novembro do mesmo ano em uma cerimônia na praia de Fernando de Noronha, tendo entre os padrinhos Fernanda Paes Leme, Fernanda Rodrigues e Raoni Carneiro. Em 13 de janeiro de 2014 anunciaram a separação após três anos de casamento e cinco de relacionamento. No mesmo ano, devido a calvície precoce, realizou uma cirurgia de implante capilar, a qual foi malsucedida e não atingiu o resultado, gerando uma cicatriz na cabeça.

## Filmografia

### Televisão
| Ano           | Título                  | Personagem                   | Nota                        |
| ------------- | ----------------------- | ---------------------------- | --------------------------- |
| 1998–01       | Sandy & Junior          | Gustavo Beltrão              |                             |
| 2000–02       | Vídeo Show              | Repórter                     |                             |
| 2002          | Coração de Estudante    | Fábio Vaz                    |                             |
| 2003          | Agora É que São Elas    | Vitório Augusto              |                             |
| 2003          | Celebridade             | Paulo César Assunção         |                             |
| 2005          | A Lua Me Disse          | Adonias Goldoni              |                             |
| 2006          | Minha Nada Mole Vida    | Líber Mantovani              | Episódio: "Hipnose do Amor" |
| 2007          | Paraíso Tropical        | Frederico Navarro (Fred)     |                             |
| 2008          | Três Irmãs              | Eros Pascoli Pedreira        |                             |
| 2009          | Jogo Duro               | Apresentador                 |                             |
| 2009          | Malhação                | Arthur Montenegro            |                             |
| 2010          | A Vida Alheia           | Lírio                        |                             |
| 2011          | Morde & Assopra         | Cristiano Cunha              |                             |
| 2014          | A Teia                  | Marco Aurélio Baroni         |                             |
| 2014          | (Des)encontros          | Gael Domingues               |                             |
| 2014          | Império                 | Domingos Salvador (Salvador) |                             |
| 2017          | Pega Pega               | Evandro Torres               |                             |
| 2018          | Treze Dias Longe do Sol | Vitor Baretti                |                             |
| 2018          | O Sétimo Guardião       | João Inácio Dias             |                             |
| 2023          | No Limite: Amazônia     | Participante                 | Temporada 7                 |
| 2025–presente | Partiu Interior         | Apresentador                 |                             |

### Cinema
| Ano  | Título                        | Personagem                              | Nota     |
| ---- | ----------------------------- | --------------------------------------- | -------- |
| 2004 | O Espanta Tubarões            | Oscar                                   | Dublagem |
| 2004 | O Tesouro da Cidade Perdida   | Lisandro                                |          |
| 2007 | O Magnata                     | André (Magnata)                         |          |
| 2008 | Chega de Saudade              | Marquinhos                              |          |
| 2009 | Quanto Dura o Amor?           | Nuno                                    |          |
| 2010 | As Melhores Coisas do Mundo   | Marcelo                                 |          |
| 2014 | Entre Nós                     | Gustavo (Gus)                           |          |
| 2016 | Um Namorado Para Minha Mulher | Gastão                                  |          |
| 2016 | O Amor no Divã                | Miguel                                  |          |
| 2017 | Como Nossos Pais              | Eduardo Vasconcellos (Dado)             |          |
| 2018 | Talvez uma História de Amor   | João Paulo                              |          |
| 2019 | Turma da Mônica: Laços        | Cebolácio Menezes da Silva (Seu Cebola) |          |
| 2021 | Turma da Mônica: Lições       | Cebolácio Menezes da Silva (Seu Cebola) |          |
| 2023 | Carga Máxima                  | Afonso Marques                          |          |
| 2024 | Biônicos                      | Dário Castellani                        |          |

## Teatro
| Ano     | Título                               | Personagem |
| ------- | ------------------------------------ | ---------- |
| 2000    | Tutti-Frutti: O Musical              | Betão      |
| 2002–03 | Segredos do Pênis                    | Rafael     |
| 2005–06 | Essa Nossa Juventude                 | Warren     |
| 2008–09 | O Arquiteto e o Imperador da Assíria | Arquiteto  |
| 2010–11 | Hedwig e o Centímetro Enfurecido     | Hedwig     |
| 2015–16 | Tô Grávida                           | Thales     |

| Ano  | Título              |
| ---- | ------------------- |
| 2005 | Quarto de Estudante |

## Prêmios e indicações
| Ano  | Prêmio                              | Categoria                                             | Indicação                                   | Resultado |
| ---- | ----------------------------------- | ----------------------------------------------------- | ------------------------------------------- | --------- |
| 2004 | Prêmio Contigo! de TV               | Melhor Par Romântico                                  | Agora É que São Elas (com Débora Falabella) | Indicado  |
| 2010 | Prêmio Qualidade Brasil             | Melhor Ator de Série ou Projeto Especial de Televisão | A Vida Alheia                               | Indicado  |
| 2014 | Prêmio Extra de Televisão           | Melhor Ator Coadjuvante                               | Império                                     | Indicado  |
| 2015 | Prêmio Contigo! de TV               | Melhor Ator Coadjuvante                               | Império                                     | Indicado  |
| 2015 | Los Angeles Brazilian Film Festival | Melhor Ator Coadjuvante                               | Entre Nós                                   | Venceu    |
| 2017 | Festival de Gramado                 | Melhor Ator                                           | Como Nossos Pais                            | Venceu    |